# Franciscus Gomarus
Franciscus Gomarus, François Gomaer, Franz Gomar o Francesc Gomar (Bruges, 30 de gener de 1563 - Groningen 11 de gener de 1641) fou un teòleg i orientalista holandès, d'estricte calvinisme, que s'oposà a Jacobus Arminius, la condemna del qual aconseguí en el Sínode de Dort (1618–1619). Els seus seguidors foren denominats «gomaristes» i les seves doctrines «gomarisme»; també han estat qualificades d'escolàstica protestant.
A les seves habilitats intel·lectuals sumava grans dots de polemista i fortes conviccions que defensava amb entusiasme. Els seus coneixements d'hebreu no el feien simpatitzar amb els jueus. Ans al contrari, era partidari de tota classe de restriccions sobre ells.

## Formació
Els seus pares, després de fer-se protestants, emigraren al Kurpfalz en 1578 per professar lliurement la seva religió. Van enviar el seu fill Francesc a estudiar amb Johann Sturm a Estrasburg. Allí hi estigué tres anys, després dels quals passà a Neustadt per estudiar teologia amb professors que, expulsats de la Universitat de Heidelberg, no s'adequaven al Luteranisme: Zacharius Ursinus (1534–1583), Hieronymus Zanchius (1560–1590) i Daniel Tossanus (1541–1602).
A la fi de 1582 Franciscus Gomarus anà a Anglaterra, on estudià a la Universitat d'Oxford amb John Rainolds (1549–1607) i a la Universitat de Cambridge amb William Whitaker. Es graduà a Cambridge el 1584, després del qual passà a Heidelberg, on s'hi restablí la facultat. A Frankfurt hi exercí com a pastor de l'Església Reformada entre 1587 i 1593, un període en què la congregació es dispersà a causa de la persecució religiosa. El 1594 obtingué una plaça com a professor de teologia a la Universitat de Leiden, abans de la qual cosa havia estat investit com a doctor a Heidelberg.

## La polèmica entre arminians i gomaristes
Exercí discretament la docència a Leiden fins a 1603, quan Jacobus Arminius ingressà en la seva mateixa facultat. Els ensenyaments d'aquest nou professor s'oposaven al concepte calvinista de la predestinació, i es formà en el seu entorn el que va començar a conèixer-se com una escola arminiana (posteriorment —des de 1610— com remonstrants).
Franciscus Gomarus, les opinions del qual (similars a les de Calví o Beza) eren radicalment oposades a les de Arminius, identificava les proposicions arminianes, essencialment, amb l'antiga doctrina herètica del Pelagianisme, mentre que per la seva banda Arminius trobava les de Gomarus similars al Maniqueisme.
Gomarus i Johannes Bogermann (1570–1637), qui posteriorment foren professors de teologia a Franeker, esdevingueren els principals opositors d'Arminius i passaren a ésser denominats contraremonstrants o gomaristes. La relació d'ambdues posicions amb les denominades infralapsaris i supralapsaris (relatives a la interpretació de la caiguda d'Adam —lapsus) és molt discutida en diverses fonts.
Arminius i Gomarus s'enredaren en una disputa en sengles sessions dels Estats Generals dels Països Baixos de 1608. En les reunions de l'any 1609 s'enfrontaren cinc membres de cada bàndol (inclòs Gomarus). A la mort de Arminius, que s'esdevingué poc després, Konrad Vorstius, arminià, el succeí en la seva plaça universitària, malgrat la forta oposició dels gomaristes. Gomarus, en protesta, dimití de la seva plaça i anà a Middleburg en 1611, on hi exercí com predicador de l'Església reformada, ensenyant teologia i hebreu en una institució recentment creada, la Illustre Schule. Per substituir Gomarus a Leiden es trià l'any 1612 a l'arminià Simó Episcopius, la qual cosa provocà encara més protestes dels gomaristes.
El 1614 se li oferí a Gomarus la càtedra de teologia de l'Acadèmia de Saumur (una universitat hugonot a França), on hi decidí de romandre quatre anys, després dels quals passà a l'exercici de professor de teologia i hebreu a Groningen fins a la seva mort. Fou succeït el 1643 pel seu alumne Samuel Maresius (1599–1673).
El 1618 Franciscus Gomarus tingué un paper destacat en el Sínode de Dort (o Sínode de Dordrecht), on, amb el suport d'altres gomaristes com Bogermannn o Gisbertus Voetius, aconseguí la condemna dels arminians. Va ésser decisiu el suport que l'estatut de Maurici de Nassau mostrà als gomaristes, car, era evident, en el nou context polític, conduí a la represa de la guerra contra la Monarquia Catòlica.

## Obres
Franciscus Gomarus revisà la traducció de l'Antic Testament a l'holandès (1633).
En Lyra Davidis, publicada pòstumament (sic, segons font citada —compari's amb l'edició original, de 1637), explicava els principis de la mètrica hebrea. Va suscitar alguna controvèrsia i rebé crítiques de Louis Cappel.
El conjunt dels seus escrits es publicaren en un volum manuscrit a Amsterdam el 1645 (sic, segons font citada —compari's amb l'edició original, d'un any anterior segons Google Books).

### Edicions originals
- Historie vande Spaensche Inquisitie: Uutgestelt door exempelen, op datmen die te beter in dese laetste tijden vertaen mach, 1569
- Capitum argumentis et notas ad marginem (comentarios y notas) al Defensor Pacis de Marsilio de Padua, 1592
- Conciliatio doctrinae orthodoxae de providentia Dei, 1597
- Anticosterus: seu Enchiridii Controversiarum Praecipuarum Nostri Temporis De Religione, a Francisco Costero ... conscripti, Refutatio (refutació de Francisco Costero, teòleg jesuïta),[5] 1599
- Francisci Gomari Proeve van M. P. Bertii Aenspraeck. Ter eeren der waerheydt, tot toutsinge van de geesten, die in de ware Religie, verandering soecken in te bringen, ende tot stichtinge der Gemeynte, uytgegeven ..., 1610
- Twee dispvtatien van de goddelijcke predestinatie, d'eene by doct. Franciscvs Gomarvs, d'ander by doct. Iacobvs Arminivs, beyde professoren inde Theologie tot Leyden, tot ondersoeck der waerheyt, ende oeffeninge der Ieucht, inde hooghe schole aldaer openbaerlijck voorghestelt int Iaer 1604, 1610
- Accoort Vande Recht-sinnige Leere der Voorsienicheyt Gods, 1613
- Investigatio sententiae et originis Sabbati, 1628
- Examen controversiarum de genealogia Christi, 1631
- Davidis lyra. Seu nova Hebraea S. Scripturae Ars Poetica, canonibus suis descripta, et exemplis sacris, et Pindari ac Sophoclis paralellis demonstrata, 1637
- Francisci Gomari Brugensis viri clariss. Opera theologica omnia, Joannes Janssonius, 1644

- ... Opera theologica omnia: maximam partem posthuma, suprema authoris voluntate a discipulis edita cum indicibus necesariis. Deus persiciet pro em. Secundis Curis emendatiora, Joannes Janssonius, 1664